# Túnel del Cabo Norte
El túnel del Cabo Norte (en noruego: Nordkapptunnelen) es un túnel de carretera submarino bajo el canal Magerøysundet que comunica la Noruega continental con la isla costera de Magerøya. El túnel se construyó entre 1993 y 1999, tiene una longitud de 6875 m, y alcanza una profundidad de 212 m bajo el nivel del mar.  Antes de que fuera construido, un transbordador llevaba el tráfico cruzando el canal marino entre Kåfjord y Honningsvåg.
El túnel toma su nombre del Cabo Norte, en el extremo norte de la isla Magerøya. El túnel del Cabo Norte forma parte de la ruta europea E69. El peaje que se cobra por pasar por el túnel en 2011 es de 145 coronas noruegas (145 NOK) para un automóvil de turismo más 47 NOK por adulto y 24 por niño. El peaje es solo en una dirección y siempre se paga en el viaje de regreso. En el año 2010, era posible pasarlo en bicicleta gratis.
El túnel dispone de portones antihielo (en noruego: Kuldeport) que cierran las bocas del túnel durante el invierno para evitar la congelación del agua de filtraciones. Estos portones se abren automáticamente cuando los vehículos se aproximan a las bocas y éstas están abiertas permanentemente durante el verano, cuando el tráfico es más denso.
- Ubicación de la boca sur: 70°53′30″N 25°41′00″E / 70.89167, 25.68333
- Ubicación de la boca norte: 70°57′00″N 25°42′20″E / 70.95000, 25.70556

## Galería de imágenes

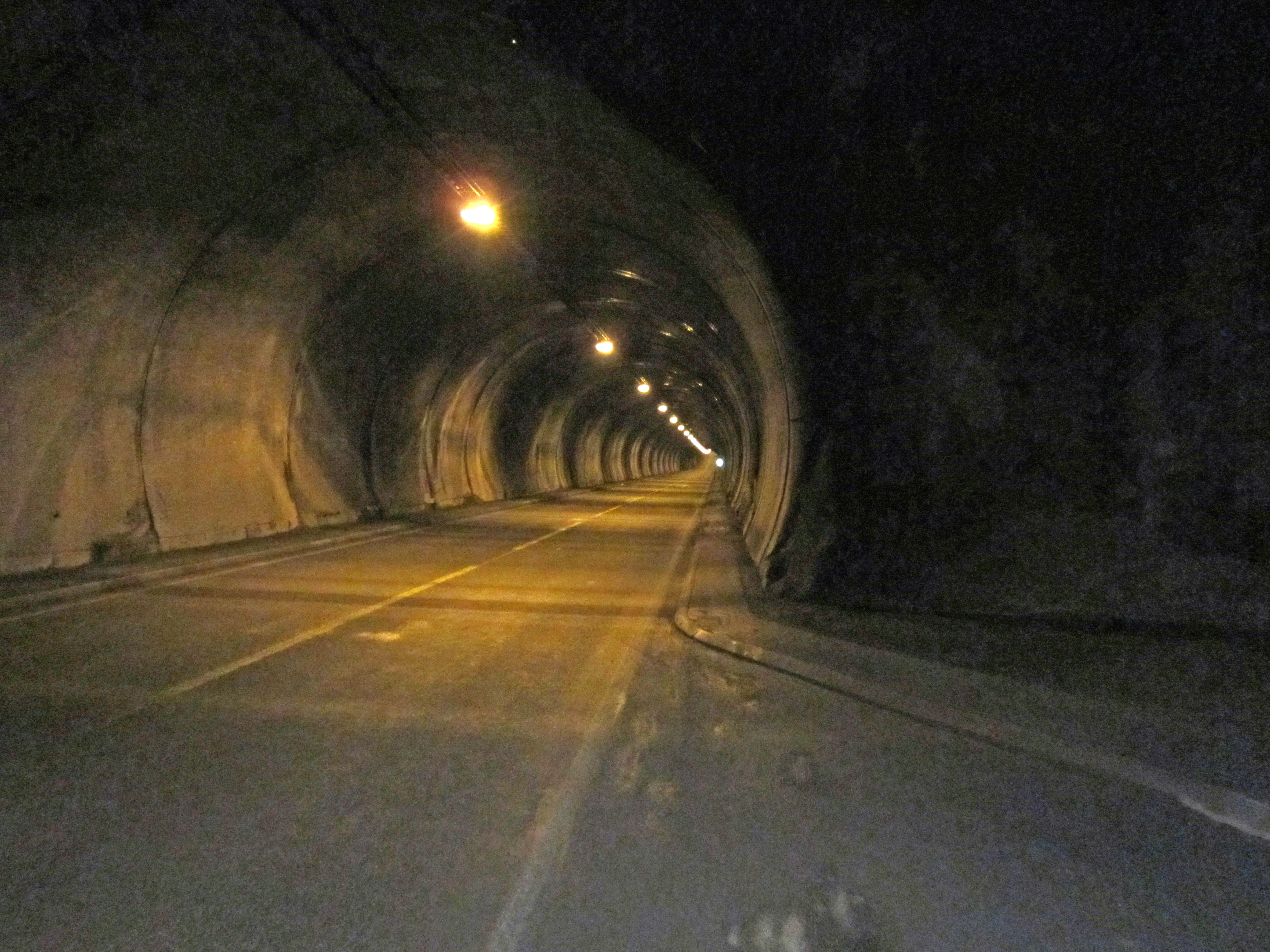
Interior del túnel.
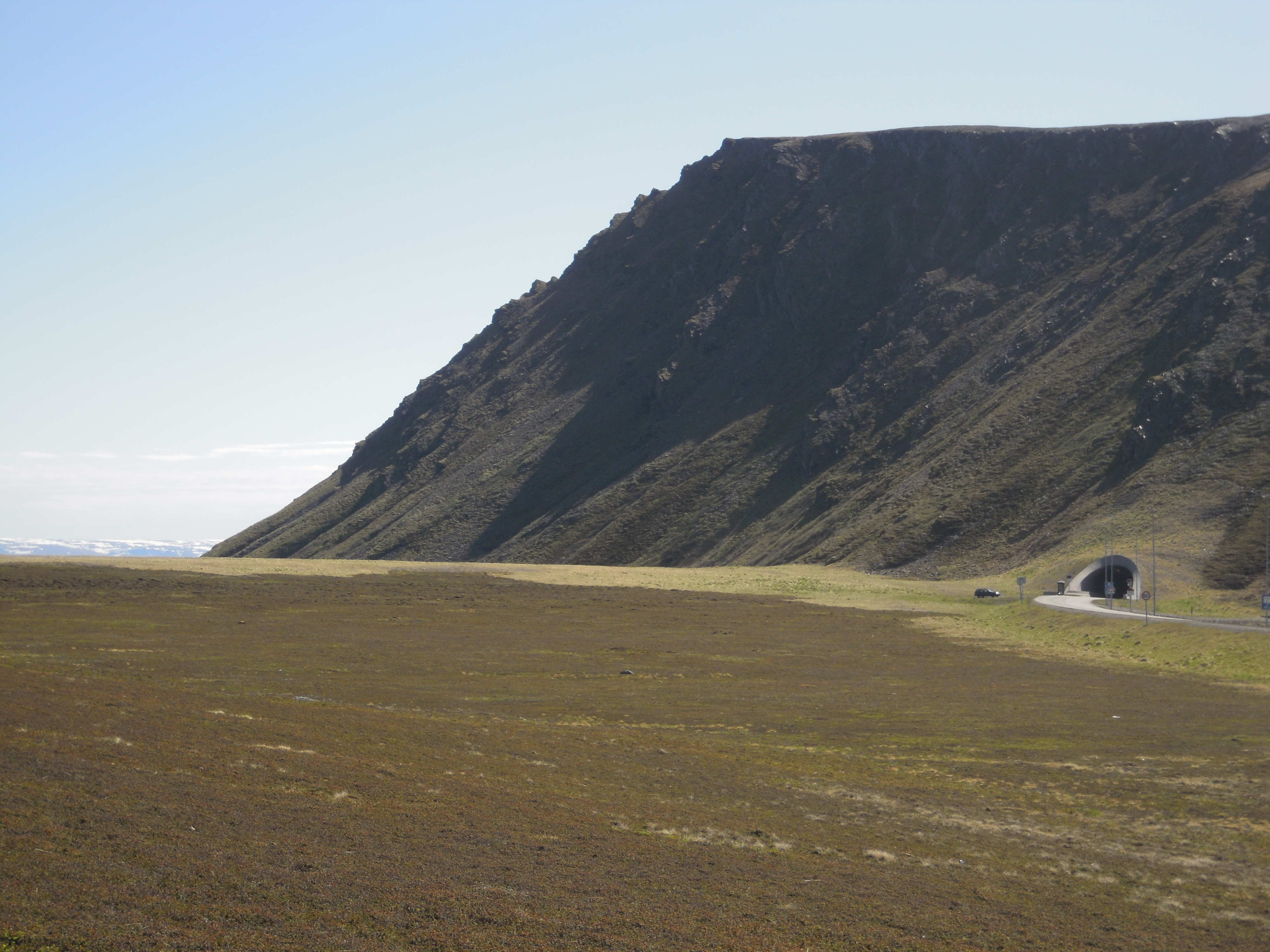
Entrada desde la isla.